# МР-371

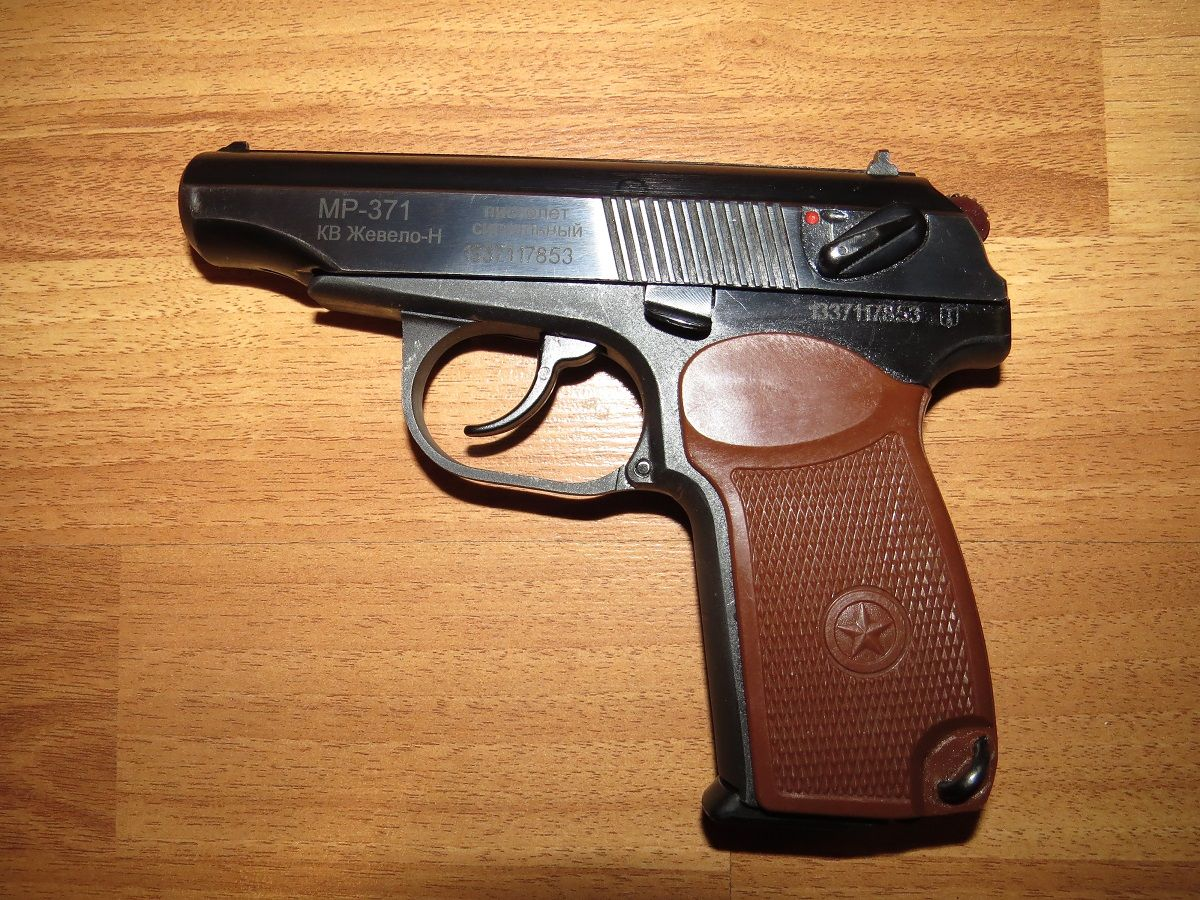
МР-371 в стандартній комплектації і без «бороди».

МР-371 - сигнальний пістолет російського виробництва, є сигнальним аналогом бойового пістолета Макарова . Виробляється на заводі Ижмех в Іжевську . 

## Опис
Сигнальний пістолет проведений на базі травматичного пістолета ІЖ-79-9Т, МР-371 має ряд змін для неможливості стрільби іншими типами патронів. Пістолет стріляє капсюлями КВ-21, КВ-209 (при використанні альтернативних картриджів) і Жевело-Н. 
Пістолет випускається з 2010 року по теперішній час, в комплекті йдуть: пістолет МР-371, від 0 до 30 пластикових картриджів (імітатор патрона), магазин від пістолета, паспорт. Картриджі (пластикові) грають роль патрона, в який вставляється капсуль (За винятком КВ-209, для них використовуються інші картриджі з латуні, більш дорогі - ціна в середньому близько 40-70 грн за 1 штуку). 
Зовнішній вигляд ідентичний ПМ зразка 1994 року і схожий з травматичним пістолетом ІЖ-79-9Т . 

## Конструкція і зміни

### Зовнішні відмінності від бойового

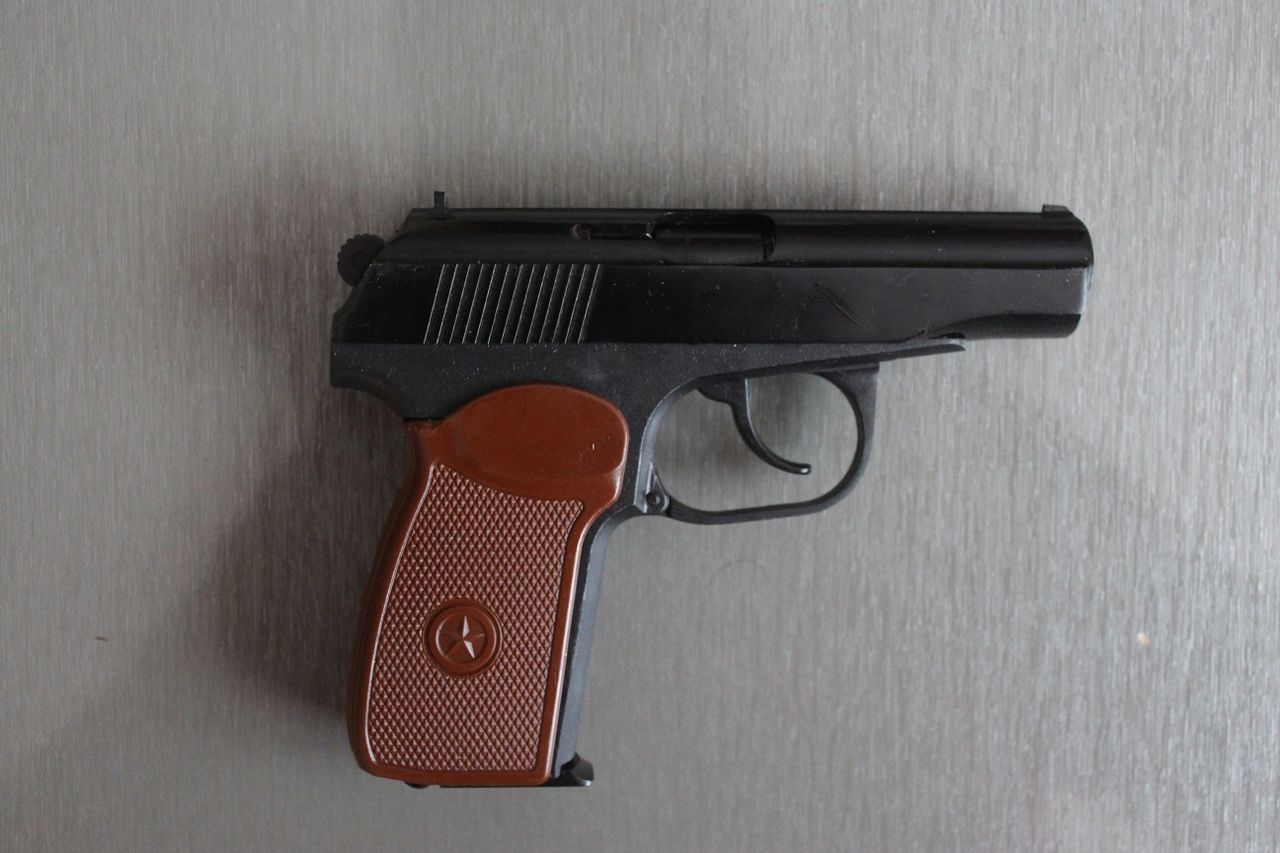
МР-371 з навареною «бородою».

- Напис на затворі і серійний номер.
- Серійний номер на рамі.
- Широкий, покритий червоною фарбою, дуловий зріз.
- Більша вікно для викиду гільз
- Пластикова п'ятка магазина

### Зміни в конструкції
В МР-371 замість стволу стоїть фальшствол і втулка для імітації дульного зрізу, змінений патронник. На затворі є пропил і два штифти, які заважають поставити його на бойову раму, але він має скоріше психологічний ефект впливу на потенційного "саморобника". Ослаблена пружина (для того щоб увійшла в магазин з планкою), так само змін зазнав і магазин. Відсутня можливість автоматичної стрільби (для відновлення проводяться деякі зміни, пістолет з відновленої автоматикою так само можна придбати в магазині або з рук. В іншому пістолет не зазнав змін, у тому числі залишилися такими ж УСМ і незначно змінений затвор. 

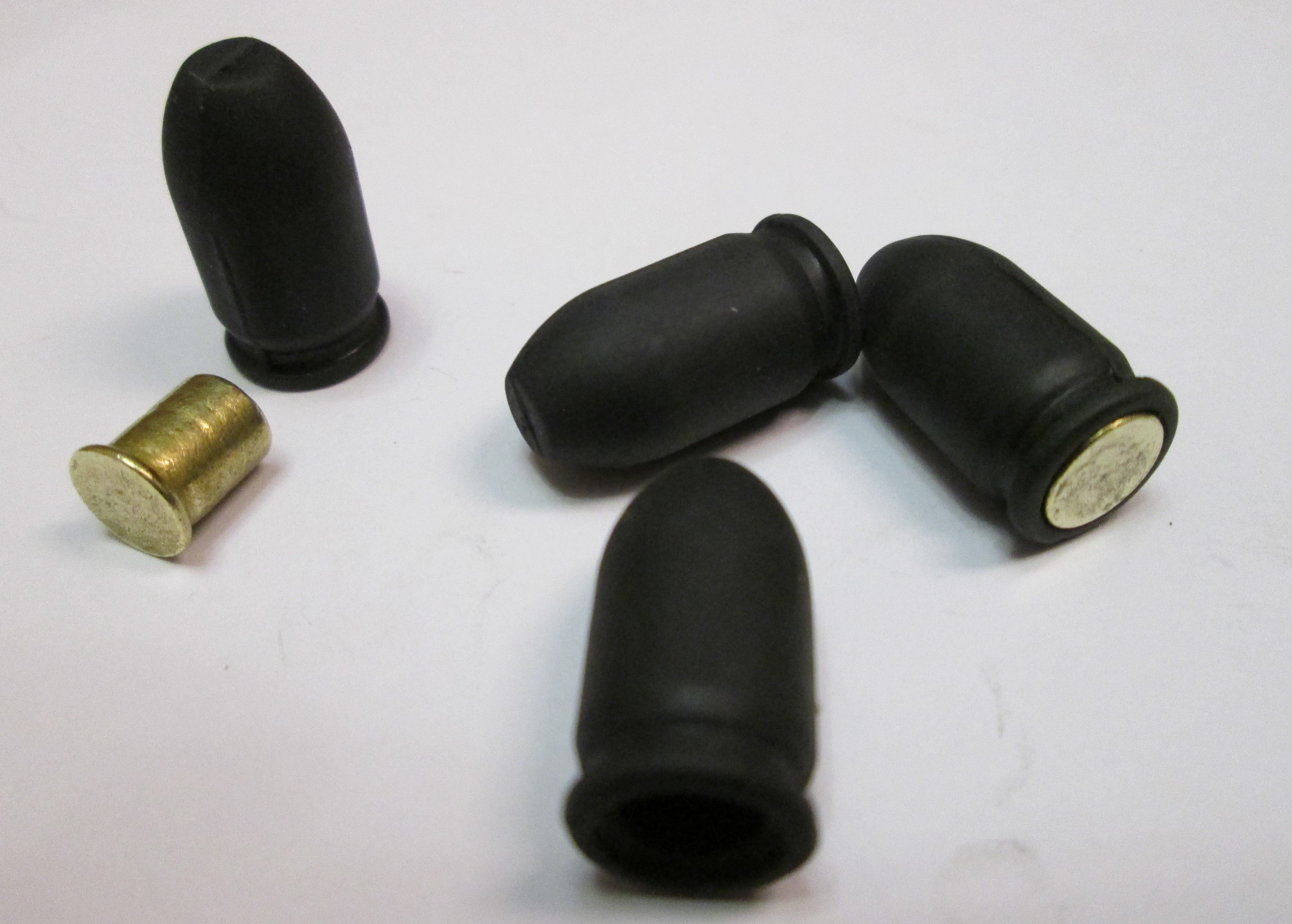
Імітатор патрона з капсулем «Жевело»

- Останнім часом стало популярним переробка пістолета під стрільбу холостими патронами.
- Саме цей пістолет найчастіше використовують для переробки під бойову зброю.
- Саме цей пістолет найчастіше використовують для переробки під травматичну зброю.
- Переробка з цього пістолета на чорному ринку коштує найдешевше.

## посилання
- http://www.baikalinc.ru/ [Архівовано 5 лютого 2020 у Wayback Machine.]